# Three Little Pigskins
Three Little Pigskins est un film américain réalisé par Ray McCarey, sorti en 1934.
Ce court métrage, le quatrième de la série, met en scène la troupe des Trois Stooges

## Fiche technique
- Titre : Three Little Pigskins
- Réalisation : Ray McCarey
- Scénario :  Felix Adler, Griffin Jay
- Photographie : Henry Freulich
- Montage : James Sweeney
- Production : Columbia Pictures
- Pays d'origine :  États-Unis
- Durée : 20 minutes
- Dates de sortie :
  - États-Unis : 8 décembre 1934

## Distribution
- Moe Howard
- Larry Fine
- Curly Howard
- Lucille Ball
- Gertie Green
- Phyllis Crane
- Walter Long
- Roger Moore
- Dutch Hendrian